# Rugaphodius rugatus
Rugaphodius rugatus är en skalbaggsart som beskrevs av Schmidt 1907. Rugaphodius rugatus ingår i släktet Rugaphodius och familjen Aphodiidae. Inga underarter finns listade i Catalogue of Life.